# Magyarországi forgalmi rendszámok

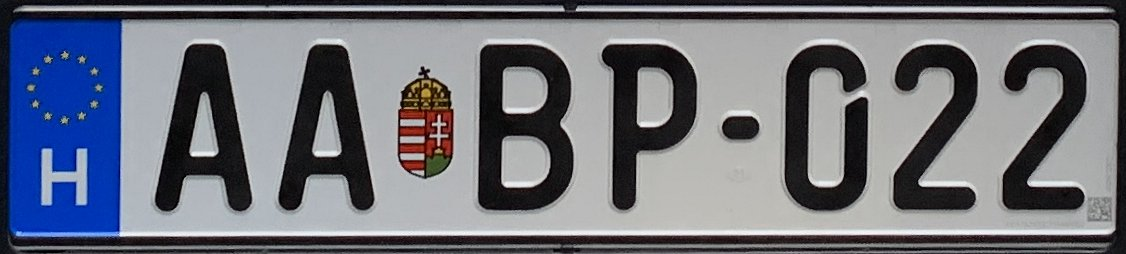
Jelenlegi magyar forgalmi rendszám példája

Ez a szócikk a magyarországi forgalmi rendszámok formátumairól és történetéről szól.

## Jelenlegi rendszer
A szabályozás szerint „A rendszámtábla olyan hatósági jelzés, mely a Közigazgatási és Elektronikus Közszolgáltatások Központi Hivatalának tulajdonát képezi.” (326/2011. (XII. 28.) Korm. rendelet 53. § (1) bekezdése). A gépjárműveken elöl és hátul is el kell helyezni a rendszámtáblát, és elveszített rendszám esetén, kérésre legyártanak egy harmadikat; de a következő alkalommal a jármű új rendszámot kap, illetve pl. a motorkerékpárok, amiken csak egyetlen azonosító van hátul, mindig új rendszámot kapnak. (Az ún. regisztrációs matrica megsemmisülése esetén is új rendszám kerül kiadásra.) A sérült rendszámtáblát és/vagy regisztrációs matricát – amennyiben még azonosítható állapotú – kérésre újra legyártják. Mivel a sérültet az új átvételekor le kell adni, az ilyen újragyártásnak nincs darabszám korlátozása. (Pótlás esetén az 1990 és 2004 közötti ún „nemzeti” rendszámok is a 2004 májusa utáni EU-s formátumban kerülnek legyártásra.)
A 2021. június 1-jén megjelent 303/2021. (VI. 1.) számú kormányrendelet értelmében 2022. július 1-től új magyar forgalmi rendszámokat vezettek be. A leglényegesebb különbség, hogy a korábbi 6 karakteres (három betű három szám) táblákat 7 karakteres váltotta fel (kétszer két betű és három szám), ezen kívül a magyar címer is felkerült rájuk. A korábban kiadott használatban lévő rendszámok is forgalomban maradnak, amíg azok nem szorulnak cserére. A három betű és három szám kb. 17,5 millió lehetséges változatainál a mostani betű- és számkombinációk kb. 300 millióval többet tesznek lehetővé, ami több száz évre elegendő lesz.
Az azonosító hamisítása ellen több biztonsági elem is szolgál. Egyrészt az ívesebb betűtípus hasonló karakterei is nehezebben alakíthatók át egymásba mint korábban, illetve a címer maga is egy ilyen elem. Az egész tábla fóliázása is speciális, tartalmaz pl. hologramszerű biztonsági elemet, továbbá a jobb alsó sarokban megjelenő DataMatrix-kód is nehezíti a hamisítást, amely kódolva tartalmazza az azonosítót. Az utolsó számjegy alatt olvashatóan is megismétlődik az azonosító (apró, szürke karakterekkel). Ezeken felül még a táblán egy apró H-betű is megjelenik dombornyomott ovális alapon, ami a normál rendszámokon a számok előtti elválasztó kötőjel alatt található.
A sorozat legelső rendszáma, az AA-AA-001 a Közlekedési Múzeumba került.
Miután több, egyedileg igényelt „HH” betűpárt tartalmazó rendszámról felmerült, hogy azok esetleg a Heil Hitlerre utalnak (kiegészülve további náci számszimbólummal), 2023 januárjában kilátásba helyezték, hogy a szabályozást kiegészítik a Németországban alkalmazott korlátozásokkal. A szabály ugyanis csak annyit mond, hogy „egyedi rendszám kiadható, ha közrendbe, közerkölcsbe vagy jogszabályba nem ütközik”, azonban az ezt alkalmazó hivatalnokoktól nem várható el, hogy felismerjék szubkultúrák másokat sértő szimbolikáját.

### Betűtípus

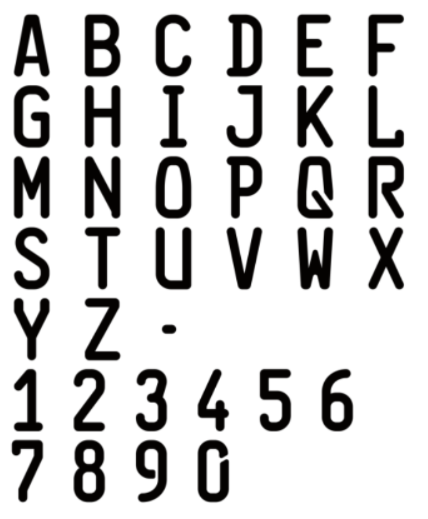
2022. július 1-től használatos betűtípus

Az új betűtípusoknak köszönhetően már használhatóak a korábban csak egyedi és a kezdetekben kiadott rendszámtábláknál használt karakterek is (I, O, Q). A változások miatt az új karakterek betűtípusa keskenyebb, zömökebb a korábbihoz képest.

### Típusok
Minden rendszám EU-s jelzésű, az is, ami korábban nem (például OT-s rendszámok), de a kerékpárhordozó és diplomáciai rendszámokon nincs magyar címer. A motorkerékpárok az autókéval megegyező sorozatú azonosítókat kapják, nincs megkülönböztető betűjel számukra. Méretében és színében megegyezik az ezt megelőző rendszámokéval (három betű és három szám).
- A – normál méret (európai szabvány: 520 × 110 mm)
- B – kis méret (kétsoros: 240 × 130 mm) motorkerékpárra (Olyan járművekre is ilyen kerül már, amelyekre a normál méret nem fér rá, ilyenek jellemzően egyes amerikai autók.)
- C – normál méret (kétsoros: 280 × 200 mm)
- D – matrica, csak előre (európai szabvány: 520 × 110 mm)
- E – különleges rendszám, (háromsoros: 130 × 240 mm) négykerekű segédmotorokra, a mopedautókra. Az egyetlen példány a jármű hátuljára kerül.

### Rendszámfajták
Jelmagyarázat
- A – tetszőleges betű (latin ábécé)
- 9 – tetszőleges szám
- D – évszám
- # – betű vagy szám
- aláhúzás – fix karakterek

| AA AA-999 |

| TX AA-999 |

| AA AA-999 |

| AA AA-999 |

| CD 999-999 |

| I 99AA DD |

| I 999-AA |

| CD 9999 DD |

| OT AA-999 |

| RA 99-999 |

| I 999-SP |

| AAA###9 |

### Elhalasztott formátumok
Ezekről a formátumokról a Magyar Közlönyben 2021. június 1-jén megjelent 303/2021. (VI. 1.) számú kormányrendelet nem tett említést:
- Lassú járművek (piros karakterek és keret)
- Mezőgazdasági járművek (zöld karakterek és keret)
- Mopedautók (SAAA-99 fajta)
- Verseny célú járművek (SP 99-99 fajta) – 2025 februárjától került bevezetésre más formátumban

## Korábbi rendszerek

### 1901–1958
Az „automobilok” terjedésekor hamar igénnyé vált azok megjelölése.
Már az 1901-ben hozott rendeletek is előírják a hatósági rendszám használatát és a kötelező műszaki vizsgálatot Budapesten. 1906-ban a „Magyar Automobil-Club” jegyzéke szerint a legnagyobb rendszám a 351-es volt (ezt Törley József egyik teherautója használta).
1910-ben a gépjárművek száma már meghaladta az 1000-et, és az azonosításukhoz az áprilisában kiadott 57.000/1910. számú belügyminisztériumi rendelet 30. paragrafusa az ország területét 12 járműkerületre osztotta. Ezek a kerületek egy–egy betűjelzést kaptak, amelyet a rendszámtáblán fel kellett tüntetni. Két város, Budapest és Fiume önálló kerületnek számított. A rendszámok egy betűből egy kötőjelből és három számjegyből álltak, kivéve Budapestet, ahol a rendszámok római számmal kezdődtek. A járműkerületek jelei vörösek voltak, a számok feketék (fehér alapon). A közhasználatú járműveken fekete alapú rendszám volt fehér számokkal (szintén vörös kerületjellel).
| Betűjel | Kerület                | Kerület részei |
| ------- | ---------------------- | --- |
| I–X.    | Budapest székesfőváros | Budapest I., II., III., IV., V., VI., VII., VIII., IX., X. kerületei                                                                            |
| B       | budapesti kerület      | Esztergom, Fejér, Heves, Jász-Nagykun-Szolnok, Nógrád, Pest-Pilis-Solt-Kiskun vármegyék Kecskemét, Székesfehérvár törvényhatósági jogú városok  |
| R       | brassói kerület        | Brassó, Csík, Fogaras, Háromszék, Kis-Küküllő, Maros-Torda, Nagy-Küküllő, Udvarhely, Szeben vármegyék Marosvásárhely törvényhatósági jogú város |
| D       | debreceni kerület      | Bihar, Hajdú, Máramaros, Szabolcs, Szatmár, Szilágy, Ugocsa vármegyék Debrecen, Nagyvárad, Szatmárnémeti törvényhatósági jogú városok           |
| G       | győri kerület          | Győr, Komárom, Moson, Sopron, Vas, Veszprém vármegyék Győr, Komárom, Sopron törvényhatósági jogú városok                                        |
| K       | kassai kerület         | Abaúj-Torna, Bereg, Borsod, Gömör és Kishont, Sáros, Szepes, Ung, Zemplén vármegyék Kassa, Miskolc törvényhatósági jogú városok                 |
| O       | kolozsvári kerület     | Alsó-Fehér, Beszterce-Nászód, Hunyad, Kolozs, Szolnok-Doboka, Torda-Aranyok vármegyék Kolozsvár törvényhatósági jogú város                      |
| E       | pécsi kerület          | Baranya, Somogy, Tolna, Zala vármegyék Pécs törvényhatósági jogú város                                                                          |
| P       | pozsonyi kerület       | Árva, Bars, Hont, Liptó, Nyitra, Pozsony, Trencsén, Turóc, Zólyom vármegyék Pozsony és Selmec- és Bélabánya törvényhatósági jogú városok        |
| S       | szegedi kerület        | Bács-Bodrog, Békés, Csanád, Csongrád vármegyék Baja, Hódmezővásárhely, Szabadka, Szeged, Újvidék, Zombor törvényhatósági jogú városok           |
| T       | temesvári kerület      | Arad, Krassó-Szörény, Temes, Torontál vármegyék Arad, Pancsova, Temesvár, Versec törvényhatósági jogú városok                                   |
| F       | fiumei kerület         | Fiume város és kerülete |

Az I. világháborút lezáró trianoni békeszerződés után a rendszámok szabályozását átdolgozták és kötelezték az autók és motorkerékpárok tulajdonosait, hogy azokat bejelentsék (5397/1920. számú ME-rendelet). A fehér alapon fekete betűk mellett a hatósági járműveken ennek fordítottját alkalmazták: fekete alapon fehér betűket. A határokkal együtt a járműkerületek is megváltoztak: Bp, B, D, E, M, O, P, S betűjeleket használtak (pl. D: Debrecen, M: Miskolc, P: Pécs, S: Szeged térségét jelölte.). A gépjárművek száma csak lassan nőtt, 1926-ra sem érte el a tízezret, de 1933-ra már húsz betűjelet használtak (pl. Budapest környékén a C-t, Jászberényben a J-t, Gyulán a G-t, és máshol is az adott térséghez köthető betűjelet próbáltak használni.)
Valamikor a harmincas évek közepén az egybetűs körzetek már nem voltak elegendők, és bevezették a két betű és három számból álló formátumot. Az utolsó békeévben kevesebb, mint húszezer gépjármű volt forgalomban.

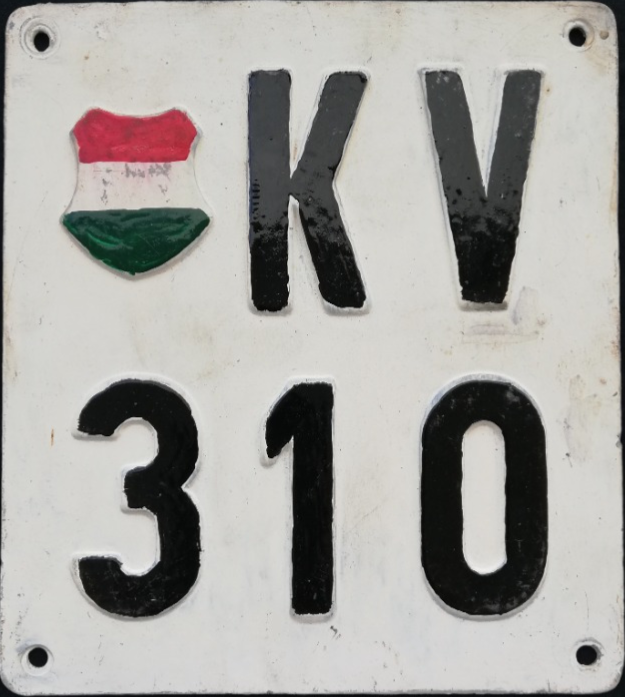
1948-ban bevezetett két betű és három szám formátumú hátsó rendszám, átfestett Kossuth-címerrel

A II. világháború után sokszor nyersanyaghiány miatt a rendőrség nem tudott rendszámtáblákat gyártatni, ezért azokat a tulajdonosok maguk készítették. (Ezért nincs pontos statisztika az akkori gépjárműállományról. Kb. hétezer lehetett 1946 végén)[forrás?] 1946 elején megalakult az Országos Gépjárműügyi és Közúti Közlekedésrendészeti Bizottság, és a közlekedési miniszter megszüntette a területi alapon kiosztott betűjeleket (53.000/1945. számú KKM. rendelet). A sokszor roncsokból felépített, forgalomban lévő járművekre elrendelték a műszaki szemlét, és csekély összegért adtak hozzá használati engedélyt és új rendszámot (A, C, E betűkkel kezdődtek, négy számjeggyel utána. A fehér alapon fekete betűket és számokat megtartották és az államiakra szintén a fekete alapon fehér jeleket használták; a taxiké J-betűvel kezdődött). 1948-tól ismét kétbetűsek lettek a rendszámok, ahogy megint több lett a gépkocsi, ismét három számjeggyel (20.000/1948. Közl. M. rendelete). A hátsó rendszámon a betűk előtt szerepelt a Kossuth-címer is, de ezt 1949 őszéig át kellett festeni (7.700/18/1949. KPM rendelet).

### 1958–1990

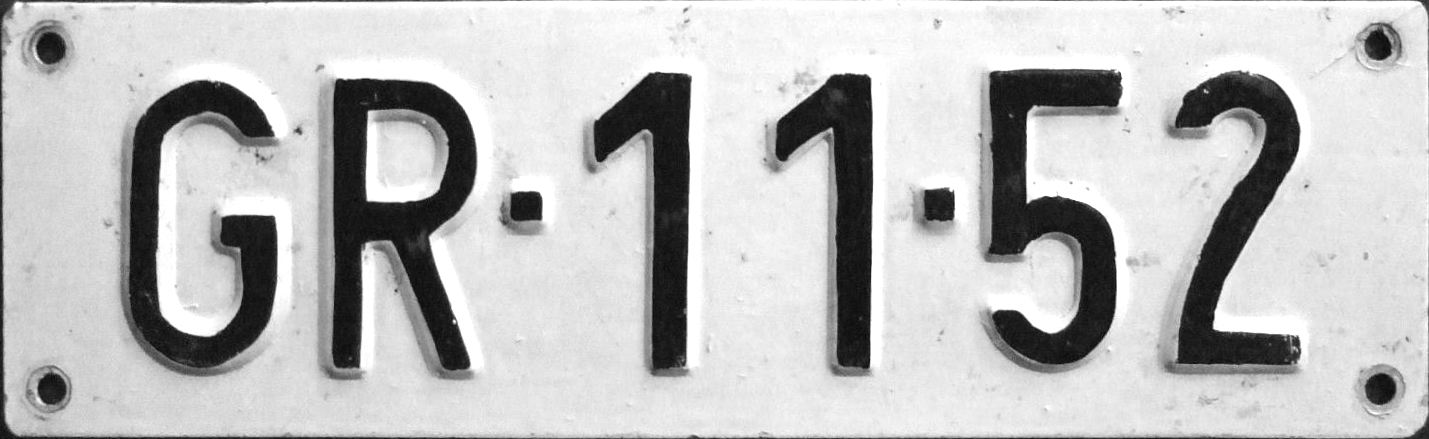
Magyar forgalmi rendszám 1958–1990 között

1958 őszén vezették be a hatkarakteres rendszámokat, amelyek két betűből és négy számból álltak, közöttük rövid kötőjellel (pl. AB·12·34). A kezdőbetűk a jármű típusára, jellegére, üzembentartójára utaltak (1/1958. BM. és KPM. együttes rendelet).
| Betűkombináció | Leírás | Szín                                           |
| -------------- | --- | ---------------------------------------------- |
| A              | állami felsővezetők (egy betű és számok) | normál                                         |
| AA             | az Elnöki Tanács elnökének szolgálati gépkocsija | normál                                         |
| AB–AG, AL      | állami és tanácsi szervek | normál                                         |
| AH–AK          | belügyi szervek (a 70-es évektől) | normál                                         |
| AY             | céges autók a 80-as években | normál                                         |
| AP–AX, AZ      | (köz)szolgáltató és vállalati gépkocsik | inverz                                         |
| B…             | államigazgatás, termelőszövetkezetek, állami gazdaságok járművei (motorok is)                                                                                     | normál                                         |
| BT–BZ          | autóbuszok 1982-től | normál                                         |
| CA–CZ          | magánautók 1958-tól (kivéve: CC, CD, CJ, CK, CV) | normál                                         |
| CC             | diplomáciai testületek nem diplomáciai autói | fehér alapon vörös                             |
| CD             | diplomáciai testületek vezetői | normál                                         |
| CK             | külföldiek | fehér alapon vörös                             |
| DA             | motorkerékpárok 125 cm³ felett | normál                                         |
| DB–DZ          | magánautók 1986-tól (kivéve: DT) | normál                                         |
| DT             | diplomáciai testületek | kék inverz                                     |
| E              | ideiglenes rendszám | vörös betűk                                    |
| EA–EV          | magánautók 1989-től (kivéve: ET) | normál                                         |
| ET, EX         | utánfutók | normál                                         |
| E…             | motorkerékpárok 125 cm³ felett (1986-tól átszámozva) | normál                                         |
| F…             | állami-tanácsi teherautók, furgonok, étkezőbuszok; temetkezési vállalat járművei (kiadva 1986-ig)                                                                 | normál / inverz (szolgáltatói üzemtől függően) |
| GA, GC, GE, GF | közforgalmú autóbuszok és mikrobuszok 1982-ig (GE: csak BKV) | inverz                                         |
| GB, GD, GH     | vállalati autóbuszok és mikrobuszok 1982-ig | normál                                         |
| GA–GZ          | magánautók 1984-től | normál                                         |
| HA             | honvédség: személyautó | normál                                         |
| HB             | honvédség: terepjárók, később kisáru-szállító is | normál                                         |
| HF             | honvédség: Ural tehergépkocsi | normál                                         |
| HG             | honvédség: busz és csapatszállító | normál                                         |
| HH             | honvédség: híradós | normál                                         |
| HK             | honvédség: motorkerékpár | normál                                         |
| HL             | honvédség: nyergesvontató és lánctalpas | normál                                         |
| HM             | honvédség: műszaki segélykocsi | normál                                         |
| HN             | honvédség: oldalkocsis motorkerékpár | normál                                         |
| HP             | honvédség: vegyes rendeltetésű járművek (áruszállító, tgk., pontonos)                                                                                             | normál                                         |
| HR             | honvédség: katonai rendészet | normál                                         |
| HS             | honvédség: sebesültszállító | normál                                         |
| HT–HV          | honvédség: nagy teherbírású terepjáró, tgk., vontató | normál                                         |
| HX             | honvédség: utánfutó, pótkocsi | normál                                         |
| HZ             | honvédség: tartálykocsi | normál                                         |
| IB–IZ          | magánautók 1970-től (kivéve: IJ, IU) | normál                                         |
| JA–JD          | taxik | inverz                                         |
| JL             | taxi, túrakocsi | inverz                                         |
| JM             | pótkocsik | normál                                         |
| JE–JK          | magánautók 1989-től | normál                                         |
| K…             | motorkerékpárok 125 cm³-ig, később átszámozva MR-re | normál                                         |
| KA–KZ          | magánautók 1982-től | normál                                         |
| L              | motorkerékpárok 125 cm³-ig | normál                                         |
| MA, MB         | mentők | normál                                         |
| MC–MR          | motorkerékpárok 125 cm³-ig | normál                                         |
| MS–MZ          | motorkerékpárok 125 cm³ felett (1986-tól) | normál                                         |
| NA–NG          | oldalkocsis motorkerékpárok, 3 kerekű rokkantkocsik | normál                                         |
| NH–NK          | magánautók 1988-tól | normál                                         |
| NL–            | személygépkocsi-utánfutók | normál                                         |
| O              | oldalkocsival is közlekedő motorkerékpárok | normál                                         |
| PA, PF         | PF: posta, később átszámozva PA: tűzoltósági felvezető (parancsnoki) szgk.                                                                                        | normál                                         |
| PA–PZ          | magánautók 1978-tól | normál                                         |
| PRÓBA          | próbajármű | vörös betűk                                    |
| RA, RB         | rendőrség, határőrség: járőrgépkocsik, terepjárók (az RA-3....-as széria néhány blokkját a protokollcélokra használt Mercedes-rendőrautók számára tartották fenn) | normál                                         |
| RF             | rendőrség és határőrség: teherautók, csapatszállítók, tömegoszlató nehézgépjárművek                                                                               | normál                                         |
| RK–RO          | rendőrmotorok (a 70-es évektől csak RK) | normál                                         |
| RR             | büntetés-végrehajtás, vám- és pénzügyőrség | normál                                         |
| RS             | |                                                |
| SA–SZ          | szövetkezetek, társadalmi szervezetek teherautói, 1982-től magánteherautók is                                                                                     | normál                                         |
| TA, TL, TO, TU | tűzoltók, később átszámozva az F… tartományba | normál                                         |
| TA–TZ          | magánautók 1980-tól | normál                                         |
| U…             | különleges tehergépkocsik, átszámozva a 60-as években az FG tartományba                                                                                           | normál                                         |
| UH             | halottszállítók, átszámozva a 60-as években az FG tartományba | inverz                                         |
| UA–UZ          | magánautók 1973-tól | normál                                         |
| VA–VU          | vontatók, traktorok | normál                                         |
| VÁM            | vámkezelés alatt álló járművek | vörös betűk                                    |
| X…             | állami-tanácsi ill. szövetkezeti-mezőgazdasági utánfutók, pótkocsik                                                                                               | inverz / normál (szolgáltatói üzemtől függően) |
| XX             | bérautók | normál                                         |
| YA–YG          | TEFU, Volán közforgalmú teherautói | inverz                                         |
| YA–YI          | átsorolás az F… szériából 1986-tól | normál                                         |
| YJ–YK          | magánautók 1990-ben | normál                                         |
| YL–            | pótkocsik | normál                                         |
| Z              | kifele menő vámforgalom | vörös betű                                     |
| ZA–            | magánautók 1975-től | normál                                         |

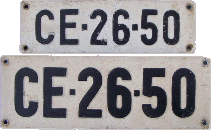
Normál sorozatrendszám
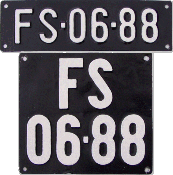
Fuvarozók inverz rendszáma
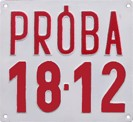
Négyzet alakú próbarendszám
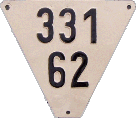
Háromszög alakú rendszám

A sorozatban kiadott normál rendszámtábla alapszíne fehér volt, fekete karakterekkel. A  bérfuvarozók (buszok, taxik, TEFU-teherautók) fekete alapon fehér karakteres (ún. inverz) rendszámokat használtak, amit az 1970-es évek elején általánosan bevezettek a szolgáltatóvállalatok járműveinél[forrás?]. A diplomáciai rendszámok kék alapon fehér, valamint a külföldi állampolgárok fehér alapon piros betűs színkódolását az 1990 utáni új formátumnál is megtartották.  
1986-ig az első rendszámtábla kisebb volt a hátsónál. A négyzet alakú hátsóknál a betűk a felső sorba kerültek. Ilyen „kockarendszámot” azonban 1958-tól magánautókra akkor sem adtak ki, ha bizonyos típusoknál ez a forma lett volna indokolt (kivétel: PRÓBA, amely minden esetben elöl-hátul négyzet alakú volt). A lassú járművekre és a mezőgazdasági vontatók egy részére háromszög alakú rendszám került, csak számokkal vagy 2 betű és 4 szám kombinációjával, kötőjelezés nélkül.
A plakett a hatóság tulajdonát képezte, de a jármű tulajdonosa köteles volt karbantartani, akár újra is kellett festenie.
A használt rendszámokat, ha vissza is vonták, később sok esetben újra kiadták. A magánszektor számára egészen az utolsó évekig nem adtak ki betűismétléses rendszámokat (pl. NN, UU, ZZ), ám a 80-as évek végén, a magántulajdonban levő járművek számának ugrásszerű növekedése nyomán ilyenekkel és más – korábban egyéb célra használt – tartományok még szabad részeinek felhasználásával igyekeztek lefedni a rohamosan szaporodó autóállományt.

### 1990–2022

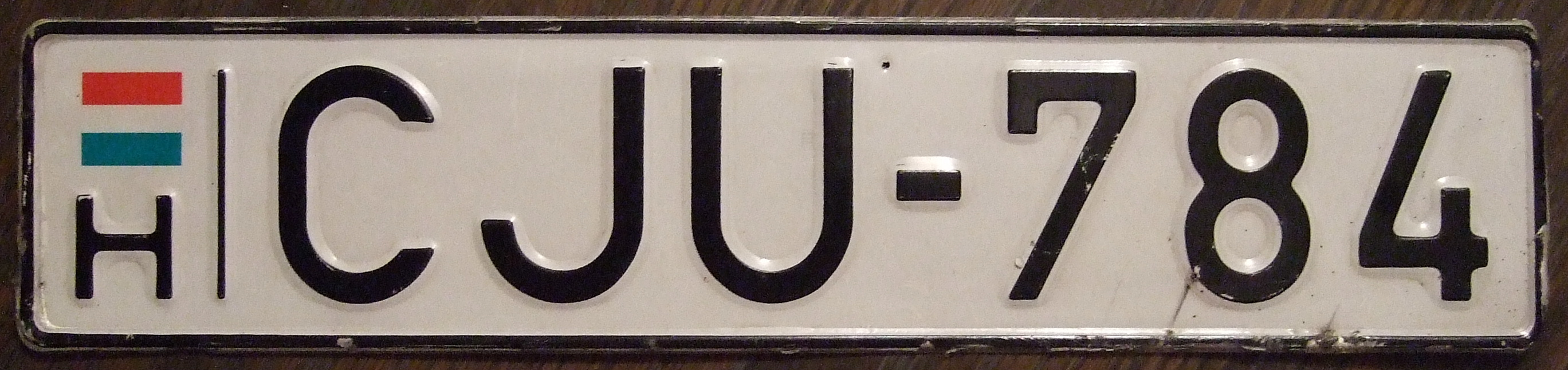
Magyar rendszám 1990-től 2004-ig

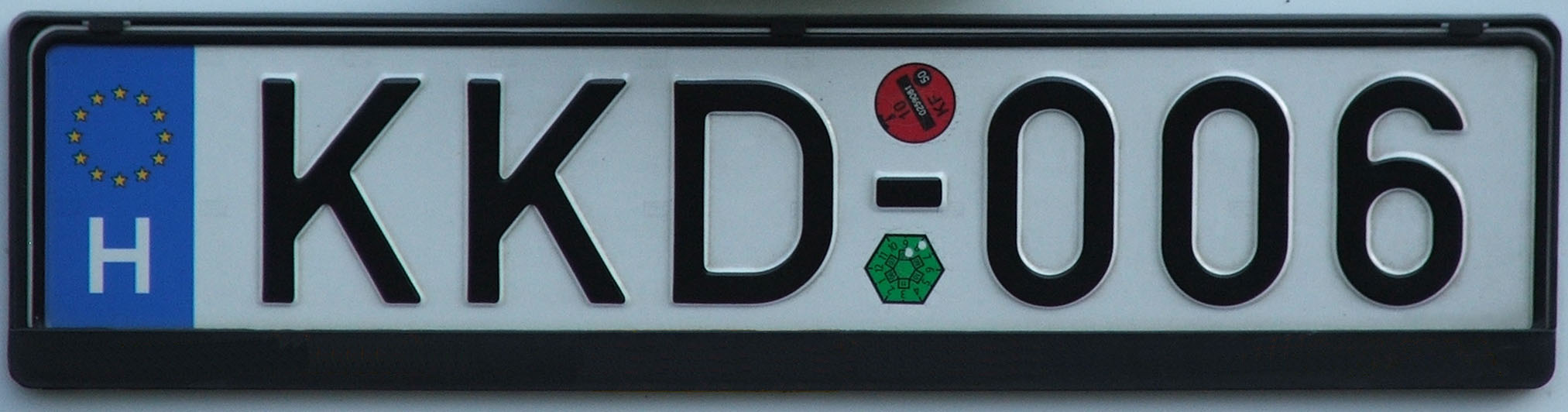
Magyar EU-s rendszám 2004. május 1-jétől 2022. június 1-ig, környezetvédelmi és vizsga-matricával

Magyarországon a gépjárműveken az 1990-től 2022. július 1-ig kibocsátott forgalmi rendszámokon 6 karakter hosszúságú (három betű három szám) azonosító található, amelyek egészen azok lecseréléséig maradnak használatban.  Anyaga a hatóságilag előírt szabvány szerint készült, fényvisszaverő fóliával bevont dombornyomott alumíniumlemez. A jelenlegihez hasonlóan fehér alapon fekete karakterekkel, a bérfuvarozók esetében sárga, az elektromos meghajtású gépjárműveknél pedig zöld az alapszín. A sorozat kibocsátása 1990 augusztusában kezdődött meg, hivatalosan az első ilyen rendszám az AAB-001-es volt, az utolsó kiadott betűkombináció 2022 júniusában a THW-647 volt.
Mezőgazdasági célú járműveken hét karakter hosszúságú, M123456 formátumú, fehér alapon zöld színű rendszámok is használatban vannak.
A 2004. május 1-jei Európai Uniós csatlakozás előtt a rendszámtábla bal felső részén egy piros-fehér-zöld zászló, alatta pedig egy domború H betű (nemzetközi autójel) található (ún. „nemzeti rendszám”). A csatlakozás után ezt felváltotta a kék alapon az Unió 12 csillagos emblémája és alatta a fehér színű, sima felületű (tehát nem domború) H-betű (ún. EU-s rendszámtáblák, a JDA-001-től kezdve). Az EU-s rendszámok bevezetésével a szélvédő sarkába helyezett regisztrációs matrica is kötelezővé vált.
2015 végéig a jármű hátsó rendszámtáblájára, a kötőjel felé és alá ragasztották fel a környezetvédelmi besorolás és a műszaki vizsga érvényességét igazoló matricákat, ez a „bürokráciacsökkentés” indokával 2016. január 1-től megszűnt.
A rendszám szélén lévő H jelzés ugyan nem váltja ki a külföldi utazáskor kötelezően kihelyezendő államjelzést, de az EU-s rendszámtáblákkal rendelkező gépkocsikkal az Európai Unió területén külön felségjelzés nélkül is lehet utazni.

#### Típusok

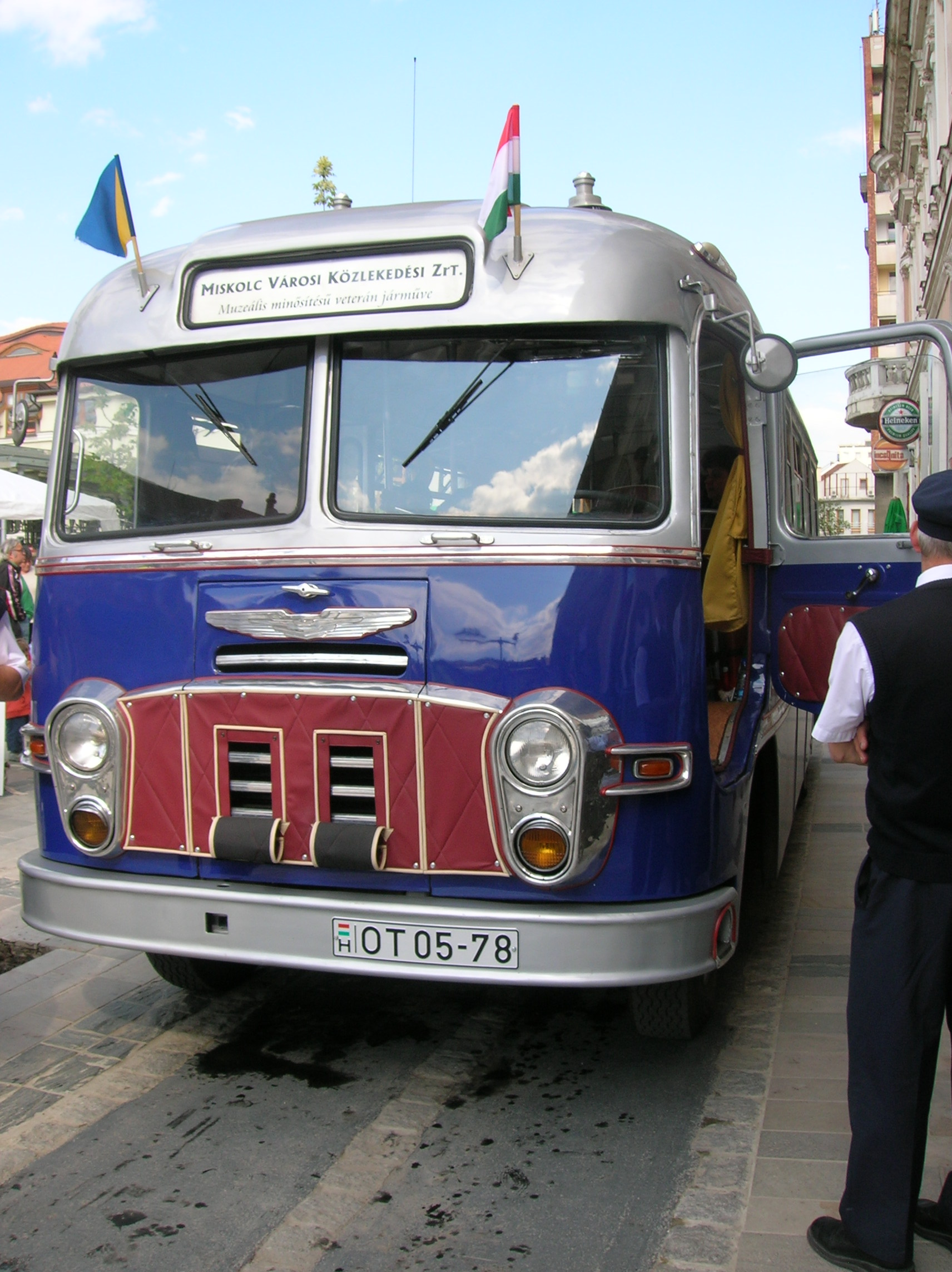
1959-es évjáratú Ikarus 31 autóbusz OT (old-timer) rendszámmal

Az A (normál), B (kis méretű), C (kétsoros), D (matrica), E (háromsoros) típusok megegyeztek a jelenlegi típusokkal. (A korábban kisebb méretű matricákat is kiadtak mint D típust, ezek használatban maradtak.)
A rendszámok között voltak olyan betűkombinációk, amelyekből az összes darab egy „A” és egy „C” típusú táblából áll. Ilyenek általában autóbuszokra, teherautókra illetve terepjárókra kerültek.

#### Rendszámfajták és betűcsoportok
Az „I”, „O” vagy „Q” betűk összetéveszthetők voltak egymással vagy az 1-es és 0-s számmokkal, ezért azokat úgy szabályozták, hogy ilyen betű nem állhat a hárombetűs kombinációk végén (az utoljára kiadott I végű az ACI, az utolsó O végű az ACO, az utolsó Q-ra végződő rendszám az AWQ-999 volt). A kért egyedi rendszám kivétel volt ez alól. A Q középső betűként sem állhatott (az AQQ és AQW betűkombinációkat még kiadták). Ugyancsak volt motoroknál UCO és UDO, utánfutóknál pedig XAO kiadva a normál sorozatban. Ezen kívül a budapesti régebbi Ikarus buszok rendszámai BPI és BPO betűkombinációval kezdődnek, ahol a BP Budapestet, az I 1-est, míg az O 0-t jelöl.

| Betűkombináció                                      | Leírás | Kép |
| --------------------------------------------------- | --- | --- |
| EAA … EDZ-123                                       | Taxik rendszáma. Sárga alapon fekete karakterek – bérfuvarozás. |     |
| FIA … FZZ-123                                       | Tehergépkocsik, kamionok rendszáma. Sárga alapon fekete karakterek – bérfuvarozás. |     |
| WAA … XZZ-123                                       | Utánfutók rendszáma. |     |
| UAA … UZZ-123                                       | Motorkerékpárok rendszáma; de kaphatnak ilyet azok is, akiknek két darab 'B' típusú (kis méretű) rendszámra van szükségük (például egyes, az USA-ból Magyarországra hozott autók). |     |
| YAA … YZZ-123                                       | Lassú járművek rendszáma. Fehér alapon piros karakterek. |     |
| BPI-123, BPO-123                                    | Budapesti buszok hivatalos rendszámai (1999. február 7-ig) |     |
| Szürke színű sorozatrendszámok                      | Kerékpártartók rendszáma. Szürke alapon fehér karakterek. A rendszám minden esetben megegyezik az adott gépjármű rendszámával, amelyre a kerékpártartó fel van szerelve. |     |
| N betűvel kezdődő és azutáni, zöld színű rendszámok | Külső töltésű hibrid-elektromos (plug-in hibrid (benzin-elektromos vagy dízel-elektromos), vagy teljesen elektromos meghajtású gépjárművek rendszáma. Zöld alapon fekete karakterek. Plug-in Hibrid járműveknél a feltétele a minimum 25 km tisztán elektromos hatótáv. A zöld rendszámmal rendelkező jármű bizonyos városokban a parkolózónákban is parkolhat, fizetés nélkül. Zöld sorozatrendszámok (a teljesség igénye nélkül): NLE, NNB, PAV, PDA, PMY, PPZ, PUL, PXA, PYA, REW, RIA, RKZ, RMY, RMZ, RNY, RPZ, RZZ, SAA, SAB, SDZ, SEA, SEZ, SFZ, SHA, SIZ, SJZ, SMZ, SNY, SNZ, SPY, SRA, SRZ, SSA, STZ, SUZ, SVZ, SXA, SXZ, SYS, SZX, TAA, TBA, TBZ, TCA, TCZ, TDZ, TEA, TEB, TEZ, TFA, TFB, TGJ |     |
| M123456                                             | Mezőgazdasági járművek rendszáma. Fehér alapon zöld karakterek. |     |
| CK 12-34                                            | A konzuli testületek diplomáciai mentességet nem élvező tagjainak járművei. Fehér alapon piros karakterek (2017. május 1-ig). |     |
| DT 12-34                                            | A diplomáciai testületek hivatalos járművei. Kék alapon fehér karakterek (2017. május 1-ig). Az egyes országokhoz meghatározott számtartomány tartozik. Részletesen lásd itt. |     |
| CD 12-34                                            | A diplomáciai testületek járműveinek az ország végleges elhagyásával járó hazaszállítására használt járműveinek rendszáma. Fehér alapon fekete karakterek. (2017. május 1-ig) |     |
| CD 123-456                                          | A diplomáciai testületek hivatalos járművei. Kék alapon fehér karakterek. (2017. május 1-től). |     |
| HC 12-34                                            | „Tiszteletbeli konzul” (Honorary Consul) titulust birtoklók járműveinek rendszáma. Fehér alapon piros karakterek (2004. július 1. óta újonnan nem adtak ki ilyet). |     |
| Hx 12-34                                            | A Magyar Honvédség járműveinek rendszáma. (x = A, B, E, F, I, K, L, M, N, P, R, S, T, V, X) |     |
| MA 12-34                                            | A Mentőszolgálat járműveinek rendszáma. (MA = mentőautó) |     |
| OT 12-34 (OT 12-345)                                | Old-timer, azaz minősített veterán járművek rendszáma. (Az OT-s rendszámok 2022 elején kifogytak, ezért február 1-től július 1-ig öt számjeggyel adták ki. (326/2011. (XII. 28.) kormányrendelet, 13. melléklet 3. pont 3.1. alpontja)) |     |
| Rx 12-34                                            | A Rendőrség járműveinek rendszáma (de normál sorozatrendszámokat is használnak). (x = A, B, C stb.) |     |
| RR 0x-xx – RR 4x-xx                                 | A Büntetés-végrehajtási szervezet járműveinek rendszáma. |     |
| RR 5x-xx – RR 9x-xx                                 | A Nemzeti Adó- és Vámhivatal járműveinek rendszáma. |     |
| C-C 1234, C-X 1234                                  | Külföldi állampolgárok Magyarországon üzemeltetett gépjárműveinek rendszámai (2009. április 1. óta újonnan nem adtak ki ilyet). |     |
| X-A 1234, X-B 1234, X-C 1234                        | Bérautók rendszáma (2004. július 1. óta újonnan nem adtak ki ilyet). |     |
| E-12345                                             | Ideiglenes rendszámtábla. |     |
| P-12345                                             | Forgalmi vizsga nélkül, a vezető felelősségére használt járművek. („Próba”) |     |
| V-12345                                             | Vámügyintézés alatt álló járművek rendszáma. (Vámelőjegyzésben lévő járművek) |     |
| Z-12345                                             | Vámügyintézés alatt álló járművek rendszáma. (Magyarországról kivitelre szánt járművek) |     |
| S Axx 123                                           | Mopedautók rendszáma. (x = A, B, C stb.) |     |
| SP 12-34                                            | Versenycélú (sport) járművek rendszáma. |     |

#### Egyedi rendszámok

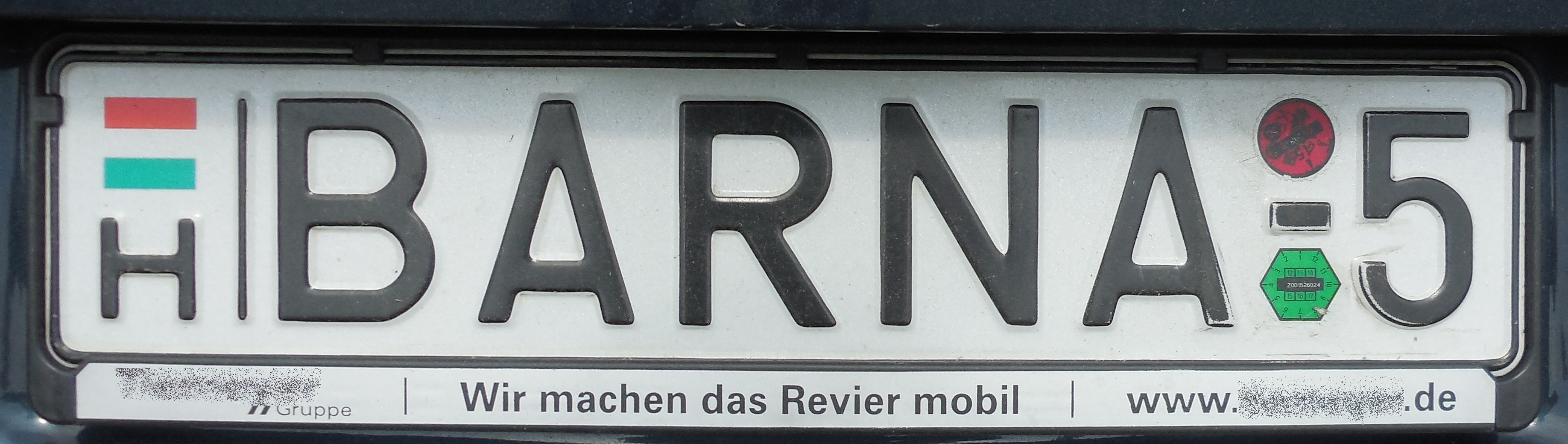
Egyedi rendszám

A jelenlegihez hasonlóan a korábbi rendszerben is lehetőség volt úgynevezett „egyedi rendszámok” kérésére is, külön felár ellenében, az alábbi megkötésekkel:
- az első három karakternek betűnek kellett lennie,
- az utolsó karakternek számnak kellett lennie,
- a betűk után már csak számok következhettek,
- megtévesztő vagy félelemkeltésre alkalmas feliratok nem lehettek (például MAFIA, HEKUS, POLIC vagy ZSARU (bár szériában kiadtak párat, amely megfelel a feltételnek, pl.: FOS, KGB). Trágár, obszcén, valamint szexualitásra utaló kifejezéseket sem engedtek használni.

#### Normál sorozatrendszámok kezdőbetűk szerint
A korábbi, 1958-1990 közötti rendszámok cseréjére eredetileg 1995. december 31. volt a határidő személy- és tehergépjárművek számára, ezért ebben az időszakban jóval több új típusú rendszámra támadt igény. Mivel a rendszámok kiosztása megyénként más ütemben zajlott az igénytől függően, ezért nem beszélhetünk napra pontos időpontokról, a megjelenésük időtartamában vannak átfedések, amelyek csupán becslések. Mivel azonban a kezdőbetűket természetesen ábécé sorrendben adták ki, így amennyiben „eredeti” rendszámról van szó, akkor a rendszám és a jármű hozzávetőleges életkorát meg lehet határozni.
| Kezdő betű | Kezdete | Vége | Megjegyzés |
| ---------- | ------- | ---- | --- |
| A          | 1990    | 1992 | A legelső rendszám az AAB-001 volt. |
| B          | 1991    | 1992 | |
| C          | 1991    | 1992 | |
| D          | 1992    | 1995 | |
| E          | 1994    | 1995 | |
| F          | 1995    | 1996 | |
| G          | 1996    | 1999 | |
| H          | 1999    | 2002 | |
| I          | 2001    | 2003 | |
| J          | 2003    | 2005 | 2004. május 1-től, a JDA-001 rendszámmal kezdődően vezették be a bal oldali EU-s kék sávot. |
| K          | 2005    | 2007 | |
| L          | 2007    | 2012 | |
| M          | 2011    | 2015 | |
| N          | 2015    | 2016 | |
| O          | —       | —    | Kezdőbetűként csak egyedi rendszámokra lehetett kérni, normál sorozatban nem adták ki a 0-val való összetéveszthetősége miatt. |
| P          | 2016    | 2018 | |
| Q          | —       | —    | Kezdőbetűként csak egyedi rendszámokra lehetett kérni, normál sorozatban nem adták ki a 0-val való összetéveszthetősége miatt. |
| R          | 2018    | 2019 | |
| S          | 2019    | 2021 | |
| T          | 2021    | 2022 | Az új rendszámtábla-formátum bevezetése miatt az utoljára kiadott betű. 2022. június 1-jén a THW-647 rendszámmal a sorozat hivatalosan véget ért. |
| U          | 1990    | 2022 | Normál sorozatrendszámként motorkerékpárokra és 'B' típusú (kis méretű) rendszámot igénylő autókra adták ki. |
| V          | —       | —    | Nem került sor a kiadására sorozatban, csak egyedi rendszámokon. |
| W          | 2014    | 2022 | Normál sorozatrendszámként utánfutókra adták ki. |
| X          | 1990    | 2014 | Normál sorozatrendszámként utánfutókra adták ki. |
| Y          | 1990    | ?    | Normál sorozatrendszámként lassú járművekre adják ki, piros színű karakterekkel. (A 2022. július 1-jétől bevezetett új rendszámokat szabályozó, a Magyar Közlönyben 2021. június 1-jén megjelent 303/2021. (VI. 1.) számú kormányrendelet nem tesz említést arról, hogy ezt a fajtát is normál vagy ideiglenes rendszám váltaná fel.) |
| Z          | —       | —    | Nem került sor a kiadására sorozatban, csak egyedi rendszámokon. |

#### Külön előre lefoglalt rendszámsorok
Egyes rendszámsorozatokat cégek, intézmények megvásároltak, hogy járműveiket ezzel is megkülönböztessék.
| Sorozat           | Megnevezés Megjegyzés |
| ----------------- | --- |
| AOA-123           | Eredetileg Alba Volános buszoknak kiadott rendszám, de a buszok eladása miatt, már sok helyen láthatunk ilyet. |
| BBRO-12           | Bankbroker (Brokernet Csoport) |
| BNET-12 BRNT-12   | Brokernet Csoport |
| BMW-002 – BMW-232 | BMW rendszámok. Eredetileg a magyarországi márkakereskedőtől vásárolt autókhoz. |
| BPO-123 BPI-123   | A BKV Zrt autóbuszainak rendszáma. (A cég szokása szerint I=1; O=0. Tehát például a BPI-809-es forgalmi rendszámú busznak az azonosítója 18-09 és például a BPO-001-nek 00-01 .) |
| FNX-001, 002      | A Főnix-cnc kft gépjárművei |
| FORD-12           | Magyarországi Ford márkakereskedők által (országos szinten) megrendelt rendszámok, ezen rendszámmal közlekedő Ford gépkocsik legtöbbje a márkakereskedők tulajdonában van (reklámcélokat szolgálnak). |
| GAZ-123           | A Fővárosi Gázművek Rt. rendszámai. |
| GSM-900           | Sugár András, a Westel 900 vezérigazgatójának szolgálati gépkocsiját ékesítette hosszú éveken át; pletykák szerint később (mielőtt távozott volna a cégtől) a TMH-001-re (T-Mobile Hungary) cserélte. |
| HAT-123           | A Hat Reklámügynökség rendszámai (csak 001-től 009-ig). |
| HEL-123           | Az azóta megszűnt HÉLIKER RT. (később ZRT.) autói részére kiadva. |
| HPQ-123           | A HP Magyarország (Hewlett-Packard/Compaq) járművei. |
| HTC-123 HTE-123   | A Magyar Telekom Nyrt. rendszámai. (de használnak más sorozatú rendszámokat is.) A „HTC” rövidítés: Hungarian Telecommunications Company (akkor még szó nem volt a későbbi Telecomról) – innen indult a rendszámok megrendelése, a nagy számú gépkocsipark indokolta a folytatást, így jött a HTD-123 és a HTE-123 sorozat. |
| ICN-123           | Az azóta megszűnt ICN Hungary (a Tiszavasvári Alkaloida Gyár volt tulajdonosa) járművei. |
| ICO-123           | Az ICO Zrt. járművei. |
| ICP-123           | Az azóta megszűnt Észak Magyarországi Innovációs Centrum Park Rt. /IC(P)/ Rt. autói részére kiadva. |
| IKR-123           | az IKR Bábolna szolgálati gépkocsijai |
| JCB-415           | Eredetileg a Kövi Kft. JCB munkagép forgalmazó, és szerviz Kft szerviz autóin volt használatos. Minden szám egy létező rakodógép azonosítója volt. (410,415 stb.) A céget felvásárolta a TERRA Kft. ma sorozat rendszámokat használnak, a JCB már megtalálható magán autókon is.                                            |
| JTT-123           | A JTT Holding cégautóin látható (http://jtt.hu/) |
| KAA-123           | Ford Ka rendszámok. Eredetileg a magyarországi Ford márkakereskedőtől vásárolt autókhoz (csak 001-tól 150-ig) |
| MAK-123           | Magyar Autóklub szervizautóinak a rendszáma |
| MCD-123           | A McDonald’s Magyarország gépjárművei |
| MIZO-12           | MiZo tejipari vállalat járművei (általában vontató jármű) |
| MKA-123           | Az Alkotmánybíróság szolgálati gépkocsijai |
| MMM-123           | A 3M magyarországi forgalmazójának járművei (csak 001-től 100-ig) |
| MNB-123           | Magyar Nemzeti Bank |
| MPK-123           | Magyar Pénzügyi Közvetítő ZRT. |
| MSC-123           | A Magyar Suzuki Zrt. (Magyar Suzuki Corporation) tesztautói |
| MSZ-123           | A Magyar Máltai Szeretetszolgálat járművei |
| MTV-123           | A Magyar Televízió Rt. rendszáma |
| MVK-123           | A Magyar Vöröskereszt rendszámai |
| OBO-123           | Az OBO BETTERMANN Hungary Kft. és az OBO BETTERMANN Kereskedelmi és Szolgáltató Kft. rendszámai |
| OCE-001           | Az Oce Hungária Kft. rendszáma |
| OHG-001           | Az OROSházaGLAS Kft. rendszáma (de sorozat rendszámokat is használnak) |
| OXY-123           | Oxigénszállító autók rendszáma |
| PAE-123 PAV-123   | A Paksi Atomerőmű járművei |
| PSAFE-1           | Pannon Safe Pénzügyi Tanácsadó RT. |
| PALL-12           | Palladium (Brokernet Csoport) |
| PANDA-1           | A WWF Magyarország autója |
| PCA-123           | A Peter Cerny Alapítvány járművei |
| PEP-123           | A Pepsi Magyarország járművei |
| PRTKL-1           | A Külügyminisztérium protokolláris feladatokra használt járművei |
| PTE-123           | A Pécsi Tudományegyetem járművei |
| REN-123           | A Renault Hungária járművei |
| RAC-123           | A Europcar Magyarország (EUrent Kft.) autókölcsönző cég által lefoglalt 001-999 tartomány (néhány darab, már előtte lefoglalt és kiadott rendszámtól eltekintve), amelyet csak a Porsche M5-ből, a számukra eladott gépjárműveken lehet megtalálni. (A "RAC" mozaikszó jelentése: "Rent A Car")                             |
| RGD-123           | A Regeda Informatika járművei |
| RYN-123           | A – már megszűnt – Rynart Transport Hungary Kft. kamionjain, teherautóin és szolgálati járművein lévő rendszámok |
| SAP-123           | A SAP Hungary Kft. rendszámai (de sorozat rendszámokat is használnak) |
| SCH-123           | A Schachermayer Kft. rendszámai |
| SKF-123           | Az SKF Svéd Golyóscsapágy Zrt. rendszámai |
| SMR-123           | Az SMR AMT Hungary Bt. gépjárműipari beszállító cégcsoport járművei |
| SNET-12           | A Sciennet járművei |
| SOS-5xx           | A SOS Hungary Mentőszolgálat járművei (501-től 520-ig) |
| TEJ-123           | MiZo tejipari vállalat járművei (általában vontatmány) |
| TCS-001           | A Fővárosi Tűzoltóparancsnokság tűzoltási csoport járműve (pesti oldalon) |
| TCS-002           | A Fővárosi Tűzoltóparancsnokság tűzoltási csoport járműve (budai oldalon) |
| TCS-030           | A Tankcsapda zenekari buszának rendszáma, a 30-as szám a zenekar 30 éves jubileumára utal. |
| TCS-1xx           | A Top Cop Security Zrt Szolgálati járművei |
| TOI-123           | A TOI-TOI (mai nevén Yoo!) mobil-WC cég járművei |
| UFS-123           | Az UFS (United Financial Services Group) pénzügyi cég szolgálati autói |
| VID-123           | A VT-Transman Kft. (Videoton Holding Rt. a tulajdonos) autóbuszainak a rendszámtartománya |
| VTA-641           | Az ArrivaBus (korábbi nevén VT-Arriva) egyik (eredetileg PDN-641) rendszámú MAN Lion's City autóbuszának a rendszáma |
| VWO-123           | Magyarországi Volkswagen márkakereskedők által megrendelt rendszámok (reklámcélokat szolgálnak) Az első jó néhány ilyen rendszám az Óbudai Autójavító Kft. tulajdonában áll. |
| WOLF-12           | A Wolf Klíma gépjárművei |